# 달콤한 인생 (1960년 영화)
《달콤한 인생》(이탈리아어: La Dolce Vita)은 1960년 개봉된 이탈리아의 드라마 영화이다. 페데리코 펠리니가 감독과 공동각본을 맡았다. 1960 칸 영화제 황금종려상 수상작이다.

## 내용
사교계 가십란(欄)의 톱 담당자 마르첼로(마스트로얀니)는 원래 작가 지망자였으나, 지금은 퇴폐한 무리의 기생충적인 존재가 되었다. 부잣집 딸 맛달레나(에메)와 어울려 매춘적인 밤을 보내기도 하고 할리우드의 글래머 여배우인 실비아(에크버그)와 놀아나고, 애인 엔마가 자살을 하는 데도 개의치 않는다. 그의 재능을 아는 스타이나(쿠니)의 격려를 받아 새 사람이 되려 하는데, 스타이나는 이유도 설명치 않고 전 가족이 잠적을 해 버린다. 겨우 쾌락만을 추구하던 마르첼로는 해변의 별장에서 밤새 난잡한 파티를 마친 후, 아침에 모래 위로 밀려온 죽은 물고기에서 후딱 자기 모습을 본다. 천사와 같은 소녀가 그를 부르고 있으나 그 소리도 들리지 않는다.

## 감상
신(神)을 버린 현대인의 퇴폐를 2시간 50분에 걸쳐서 전개하는 펠리니의 대작이다. 각국의 배우들을 모아서 당당한 스케일로 일종의 지옥편을 만들어 냈다. 펠리니의 독특한 연출 스타일을 완성시켰을 뿐만 아니라, <길>이래 일관해서 묘사한 가톨릭적인 주제가 반종교적인 방향으로 전환된 중요한 작품이다.

## 출연

### 주연
- 마르첼로 마스트로야니
- 아니타 에크베르그
- 아누크 에메

### 조연
- 이본느 퍼노
- 마갈리 노엘
- 알레인 커니
- 아니발레 닌치

## 기타
- 미술: 피에로 게라르디
- 의상: 피에로 게라르디